# Tetraponera zavattarii
Tetraponera zavattarii är en myrart som först beskrevs av Menozzi 1939.  Tetraponera zavattarii ingår i släktet Tetraponera och familjen myror. Inga underarter finns listade i Catalogue of Life.